# Tespia (mitología)
En la mitología griega Tespia es una hija del dios fluvial Asopo y de Metope. Al igual que sus hermanas, Tespia fue raptada por los dioses, como así dispusieron Afrodita y Eros. Dio nombre a la ciudad de Tespias, en Beocia, no muy lejos de Tebas.